# Hyssia ornata
Hyssia ornata är en fjärilsart som beskrevs av Herrich-Schäffer 1845. Hyssia ornata ingår i släktet Hyssia och familjen nattflyn. Inga underarter finns listade i Catalogue of Life.